# Manniella
Manniella – rodzaj rośliny z rodziny storczykowatych (Orchidaceae Juss.). Obejmuje 2 gatunki. Występuje ednemicznie w Afryce tropikalnej.

## Etymologia
Nazwa tego rodzaju została nadana na cześć Gustava Manna (1836–1916), ogrodnika i kolekcjonera roślin, członka Kew Gardens, uczestnika ekspedycji w Afryce Zachodniej w latach 1859–1862 oraz Indiach w latach 1863–1891.

## Rozmieszczenie geograficzne
Rośnie naturalnie w Afryce tropikalnej. Rozprzestrzeniony jest od Sierra Leone do Ugandy i Demokratycznej Republiki Konga. 

## Morfologia
ŁodygaKrótka, wyprostowana, słabo ulistniona.
LiścieMają jajowaty kształt. Są zielone, czasami z białymi plamkami.
KwiatyKwiatostany są owłosione. Przylistki kwiatowe są nagie. Kwiaty rozpostarte, ale nie otwierają się szeroko. Nagie lub owłosione na zewnętrznych powierzchniach listków zewnętrznego okółka okwiatu. Okwiat ma barwę różowobrązowawą. Listek grzbietowy tworzy z listkami wewnętrznego okółka silnie wklęsły kaptur. Listki boczne okółka rozprzestrzeniają się powyżej, są częściowo zrośnięte, poniżej tworząc ostrogi przyrastające do zalążni na całej jej długości. Płatki są ukośnie podłużne, górne brzegi są przyrośnięte do grzbietowego listka okółka. Warżka połączona jest od dołu z listkami bocznymi okółka. Ma wyprostowane brzegi, ale z czasem brzegi te stają się faliste. Epichil jest szeroko-jajowaty. Prętosłup wraz z miodnikami przyrośnięty jest do zalążni. Pylniki są poprzecznie podłużne. Pyłkowina jest dwustronna, przyłączona przez trzoneczek do tarczki nasadowej. Wierzchołek rostellum (tworu powstającego z jednej z łatek znamienia) jest zaokrąglony i lekko wcięty. Znamię jest owalne. Prątniczki mają sierpowy kształt. Zalążnia jest wąska, odwrotnie stożkowa, naga lub owłosiona. Dotychczas nic nie wiadomo o zapylaniu tego rodzaju.
OwoceTorebki podłużnie owalne. Nasiona nie zostały zaobserwowane.

## Biologia i ekologia
Występuje w głębokim cieniu wiecznie wilgotnych lasów do 1200 m n.p.m.

## Systematyka
Pozycja systematyczna według Angiosperm Phylogeny Website (aktualizowany system APG III z 2009)
Rodzaj sklasyfikowany do podplemienia Manniellinae w plemieniu Cranichideae, podrodzina storczykowe (Orchidoideae), rodzina storczykowate (Orchidaceae), rząd szparagowce (Asparagales) w obrębie roślin jednoliściennych. 
Wykaz gatunków
- Manniella cypripedioides Salazar, T.Franke, Zapfack & Beenken
- Manniella gustavi Rchb.f.

## Zastosowanie
Niektóre źródła donoszą, że ziele M. gustavi używane jest w Kongo jako antidotum na trucizny i środek przeczyszczający, jak również do leczenia niepłodnych kobiet.